# KCDSA
KCDSA(Korean Certificate-based Digital Signature Algorithm)는 한국인터넷진흥원(KISA)이 이끄는 팀이 만든 디지털 서명 알고리즘이다. 이는 디지털 서명 알고리즘 및 GOST R 34.10-94와 유사한 ElGamal 변형이다. 표준 알고리즘은 GF(p)를 통해 구현되지만 타원 곡선 변형(EC-KCDSA)도 지정된다.
KCDSA에는 가변 크기 출력(128~256비트, 32비트 증분)을 생성할 수 있는 충돌 방지 암호화 해시 함수가 필요하다. 또 다른 한국 표준인 HAS-160을 선택하는 것이 제안된다.

## 해시 함수
- {\displaystyle h}: |q|-비트 다이제스트를 사용한 충돌 방지 해시 함수.

## EC-KCDSA
EC-KCDSA는 본질적으로 이산 로그 암호화 대신 타원곡선 암호를 사용하는 동일한 알고리즘이다.